# Theodore Geballe
Theodore Henry Geballe (* 20. Januar 1920 in San Francisco; † 23. Oktober 2021) war ein US-amerikanischer experimenteller Festkörperphysiker, der sich mit Supraleitung beschäftigte.

## Leben
Geballe studierte Chemie an der University of California, Berkeley, wo er 1941 seinen Bachelorabschluss erwarb, und 1949 in physikalischer Chemie bei William Francis Giauque promoviert wurde. Im Zweiten Weltkrieg leistete er drei Jahre seinen Wehrdienst bei der US-Armee im Pazifik. 1952 bis 1970 war er an den Bell Laboratories, wo er Leiter der Tieftemperaturphysik war. 1968 wurde er Professor an der Stanford University, wo er 1977 bis 1988 Direktor des Centers for Materials Research war und 1975 bis 1978 der Fakultät für Angewandte Physik vorstand. Ab 1978 war er Theodore and Sydney Rosenberg Professor of Applied Physics. Ab 1990 war er Professor Emeritus.
Geballe befasste sich mit Tieftemperaturphysik, wobei er Halbleiter, Supraleiter und magnetische Materialien untersuchte. 1954 entdeckte er mit Bernd Matthias und anderen den Niob-Zinn Supraleiter Nb3Sn, der (wie sich 1961) zeigte, auch bei hohen Strömen und hohen Magnetfeldern seine Supraleitfähigkeit behält. Es war das erste solche Material, das entdeckt wurde, und wurde später zum Beispiel in den Spulen von Fusionsreaktoren (ITER) verwendet. Er veröffentlichte über 400 Arbeiten.
1970 erhielt er (mit Matthias) den Oliver E. Buckley Condensed Matter Prize, für „Experimente, die das theoretische Verständnis herausforderten und das Feld der Hochfeld-Supraleiter eröffneten“. 1991 erhielt er den Von Hippel Award der Materials Research Society und 1989 den ersten Bernd T. Matthias Prize. Er war Mitglied der National Academy of Sciences (1973), der American Association for the Advancement of Science und der American Academy of Arts and Sciences und Fellow der American Physical Society. 1975 war er als Guggenheim Fellow am Cavendish-Laboratorium in Cambridge.
In Stanford ist das Theodore H. Geballe Laboratory for Advanced Materials (LAM) nach ihm benannt.

## Schriften
- Geballe Superconductivity- from physics to technology, Physics Today, Oktober 1993